# Estos
Estos é uma comuna francesa na região administrativa da Nova Aquitânia, no departamento dos Pirenéus Atlânticos. Estende-se por uma área de 3,21 km². Em 2010 a comuna tinha 528 habitantes (densidade: 164,5 hab./km²).